# Ischyromyidae
De Ischyromyidae zijn een familie van uitgestorven knaagdieren en verwant aan de Sciuromorpha. De soorten uit deze familie waren eekhoornachtig dieren. Van het Laat-Paleoceen tot Vroeg-Oligoceen kwamen de Ischyromyidae voor in Noord-Amerika, Azië en Europa.

## Ontwikkeling
De Ischyromyidae verschenen tijdens de overgang van het Tiffanian naar het Clarkforkian in het fossielenbestand van de centrale delen van Noord-Amerika. Mogelijk lag de oorsprong van de groep in Azië en vond migratie plaats via Beringia. Tijdens dezelfde veronderstelde migratie van Azië naar Noord-Amerika bereikten ook de tillodonten en coryphodonte pantodonten de regio. De groep verspreidde zich over de noordelijke continenten in het Vroeg-Eoceen. In Noord-Amerika overleefden de Ischyromyidae tot in het Vroeg-Oligoceen.

## Kenmerken
De soorten uit de Ischyromyidae waren relatief grote eekhoornachtige knaagdieren. Zo was Notoparamys costilloi met het formaat van een marmot een van de grootste Noord-Amerikaanse knaagdieren in het Vroeg-Eoceen. Deze soort is bekend uit het Wasatchian van de Willwood- (Wyoming) en Huerfano-formatie (Colorado). Paramys delicatus uit het Bridgerian was met een berekend gewicht van 2914 gram van vergelijkbaar formaat als Notoparamys costilloi. Andere soorten hadden het formaat van hedendaagse reuzeneekhoorns en prairiehonden, zoals Reithroparamys delicatissimus (856 gram) uit het Bridgerian, Paramys copei (1030 gram) uit het Wasatchian, Rapamys atramontis (1308 gram) uit het Duchesnean en de late soort Ischyromys typus (1342 gram) uit het Orellan.

## Fossiele vondsten
Fossielen van Ischyromyidae zijn in Noord-Amerika gevonden in de Verenigde Staten, Canada, Mexico. In Europa zijn fossielen gevonden in België, Duitsland, Engeland, Frankrijk, Portugal en Spanje. Verder zijn ook vondsten gedaan in de Volksrepubliek China en India.